# Bombeangrebene i Algier december 2007
Bombeangrebene i Algier skete næsten samtidigt d. 11. december 2007, da to bilbomber eksplodere med 10 minutters mellemrum omkring kl. 9:30 i Algeriets hovedstad Algier. Al Qaida i det islamiske Maghreb tog ansvaret for angrebene. Angrebene var en del af opstanden i Magreb (2002-nu), hvilket er en fortsættelse af Den Algeriske Borgerkrig (1991-2002), der har kostet 200.000 mennesker livet.

## Ofre
| Land         | Antal |
| ------------ | ----- |
| Algeriet     | 37+   |
| Danmark      | 1     |
| Filippinerne | 1     |
| Senegal      | 1     |
| Kina         | 1     |
| Total        | 41+   |

Ofrene fordelt på nationalitet er beskrevet i tabellen ovenfor. Nedenfor er et af ofrene beskrevet.

### Steven Olejas
Steven Robin Olejas (20. juni 1968 – 11. december 2007 i Algeriet) var dansk nødhjælpsleder.
Han var søn af Robin Olejas og Jytte Døssing. Han blev cand.scient.pol. fra Aarhus Universitet i 1995.
Efter kandidateksamen var han sekretær for Folketingets Europaudvalg. Siden ansat på WHO's kontor for helbred og menneskerettigheder.
Han var fra 2003 leder af Folkekirkens Nødhjælps humanitære minerydningsprogram, og siden Chief Technical Advisor for United Nations Development Programme (UNDP) i Algeriet.
Han var far til tre børn ved navn Linnea, Josephine og August.